# Festival du cinéma chinois en France
 (août 2014).
Si vous disposez d'ouvrages ou d'articles de référence ou si vous connaissez des sites web de qualité traitant du thème abordé ici, merci de compléter l'article en donnant les références utiles à sa vérifiabilité et en les liant à la section « Notes et références ».
Pour les articles homonymes, voir FCCF.
Le Festival du cinéma chinois en France est un festival de cinéma créé en 2011.
Partant du constat que les œuvres cinématographiques chinoises sont peu diffusées sur les grands écrans français, malgré l'offre importante, le festival propose de découvrir une sélection de films  films du cinéma chinois, de styles différents, projetés dans différents cinémas de Paris, Strasbourg, Lyon, Marseille, Cannes, Brest et La Réunion.
Ce festival est l’équivalent chinois du Panorama du Cinéma Français organisé tous les ans dans une dizaine de villes en Chine par Unifrance. Il a reçu à partir de 2016 la récompense de « meilleur festival de cinéma chinois au monde tant par son organisation, sa réputation et le nombre de spectateurs »[réf. nécessaire].

## Objectifs
Le FCCF a un double objectif:
- faire découvrir le cinéma chinois au public français. Celui-ci ne connait pas bien ce cinéma alors qu’il s’agit du plus important marché de la planète. Sa sélection est très éclectique avec tous les styles et tous les genres représentés. Cela va du blockbuster très commercial au film plus intimiste et ce dans tous les styles (film d’action, policier, drame, comédie romantique, film d’auteur etc). Tous les films sont très récents (de l’année en cours) et totalement inédits en France. C’est en quelque sorte un « best of » de la production chinoise de l’année. Ce ne sont pas des films de patrimoine mais uniquement des films très récents. Une dizaine de films est présentée chaque année
- organiser des rencontres professionnelles afin de mettre en relation les professionnels des deux pays. Ces rencontres ont jusqu’à présent été organisées conjointement avec le Centre National du Cinéma et, depuis la seconde édition, elles se déroulent à Cannes pendant le Festival de Cannes.

## Historique
En 2010 un accord  officiel de co-production a été signé à Beijing par le Président de la République de l’époque, Nicolas Sarkozy.
Dans le cadre de cet accord, le Festival été créé en 2011 par les Autorités chinoises responsables du cinéma (aujourd’hui le Chinese Film Bureau (en)) et son organisation a été confiée au Centre Culturel de Chine à Paris. Le co-organisateur français est le groupe Pathé Le FCCF a donc deux directeurs qui sont respectivement le directeur du Centre Culturel de Chine à Paris et en tant que co-directeur le Président du groupe Pathé.
Lors de chaque édition, le Festival accueille d’une part des ambassadeurs et d’autre part des invités d’honneur français et chinois. Les ambassadeurs actuels sont des réalisateurs français comme Anne Fontaine (depuis la première édition), Costa Gavras, Claude Lelouch, et des réalisateurs chinois comme Zhang Yang, Gu Changwei ou Song Jiangbo, etc ont également été ambassadeurs. James Ivory est également un fidèle invité du Festival.

## Éditions
La première édition s'est déroulée du 26 janvier au 8 février 2011. Les parrains de cet évènement étaient Jiang Wen et Jean Reno. Cette édition était placée sous le patronage de l'Administration d’État de la Radio, du Cinéma et de la Télévision chinoise (SARFT) et de l'Ambassade de Chine en France.
- Édition 2011 : du 26 janvier au 8 février 2011. Invités d'honneur: Jiang Wen, Wang Xueqi et Jean Réno
- Édition 2012 : du 14 mai au 12 juin 2012. Invités d'honneur: Gong Li  et Alain Delon
- Édition 2013 : du 13 mai au 19 juin 2013. Invités d'honneur: Zhao Wei et Vincent Perez
- Édition 2014 : du 12 mai au 1er juillet 2014. Invités d'honneur: Yi Chunde, Xia Zitong, Chen Sicheng et Catherine Deneuve
- Édition 2015 : du 11 mai au 30 juin 2015. Invités d'honneur: Xu Jinglei et Dany Boon
- Édition 2016 : du 24 mai au 19 juillet 2016. Invités d'honneur: Michelle Yeoh, Donnie Yen et Isabelle Huppert
- Édition 2017 : du 15 mai au 27 juin 2017. Invités d'honneur: Fan Bingbing, Xue Xiaolu, Wu Xiubo et Juliette Binoche
- Édition 2018 : du 28 mai au 10 juillet 2018. Invités d'honneur: Liu Ye, Li Fangfang et Virginie Ledoyen
- Édition 2019 : du 3 au 27 juin 2019. Invités d'honneur: Chen Shu et Anaïs Demoustier
- Pas d'éditions en 2020, 2021 et 2022 en raison de la pandémie.

### Sélection de films
- Tremblement de terre à Tangshan (唐山大地震)
- Bienvenue à Shama City (决战刹马镇)
- Gardes du corps et assassins (十月围城)
- Océan Paradis (海洋天堂)
- Voyage d'enfer (人在囧途)
- Sans pilote (无人驾驶)
- La Vengeance de Sophie (非常完美)
- Confucius (孔子)
- Génération 80 (80’后)
- Le Message (风声)
- Les Rêves de Jinsha (梦回金沙城)
- Retrouvailles (团圆)
- Le soleil se lève aussi (太阳照常升起)